# Emmitt Smith
Emmitt James Smith III (Pensacola, 15 de maio de 1969) é um ex-jogador de futebol americano profissional que atuou como Running Back na National Football League (NFL) por quinze temporadas nas décadas de 1990 e 2000.
O Dallas Cowboys selecionou Smith na primeira rodada do draft da NFL de 1990. Durante sua longa carreira profissional, ele se tornou o líder de todos os tempos da NFL, com 18.355 jardas, quebrando o recorde anteriormente ocupado por Walter Payton, e jogou por três equipes do Dallas Cowboys vencedores do Super Bowl. Ele também detém o recorde de touchdowns na carreira com 164. Smith liderou a liga correndo e venceu o Super Bowl no mesmo ano por três vezes (1992, 1993 e 1995), quando até então nunca havia sido feito. Smith também é um dos dois únicos que não-kickers na história da NFL a marcar mais de 1.000 pontos na carreira (o outro é Jerry Rice). 
Smith foi introduzido no Hall da Fama do Pro Football em 2010 e no Hall da Fama do Football College em 2006.
Smith jogou treze temporadas com os Cowboys e dois com o Arizona Cardinals. Enquanto jogava pelo Dallas, Smith, o quarterback Troy Aikman e o wide receiver Michael Irvin, eram conhecidos como "The Triplets", e lideraram sua equipe a três títulos do Super Bowl durante os anos 90.

## Primeiros anos
Smith nasceu em Pensacola, Flórida, filho de Mary J. Smith e Emmitt James Smith, Jr. Ele estudou na Escambia High School em Pensacola, onde jogou futebol americano e praticou atletismo. 
Durante a carreira de Smith no colegial, Escambia venceu o campeonato estadual e Smith correu para 106 touchdowns e 8.804 jardas, o que foi o segundo maior desempenho na história do futebol americano do ensino médio na época. Emmitt correu para mais de 100 jardas em 45 dos 49 jogos em Escambia e terminou com uma média de 7,8 jardas por corrida. Duas vezes, ele quebrou a marca de 2.000 jardas em uma temporada. No atletismo, Smith competiu como um velocista e foi um membro do esquadrão de revezamento 4 × 100 m (42,16 s).
Por seus esforços, Smith foi nomeado o jogador do ano do USA Today e da revista Parade em 1986. Em 2007, vinte anos depois de Smith se formar no ensino médio, a Associação Atlética do Florida High School (FHSAA) nomeou Smith para seu "Century Team", reconhecendo-o como um dos trinta e três maiores jogadores de futebol do ensino médio da Flórida dos últimos 100 anos. Como parte de sua cerimônia de premiação, FHSAA chamou Smith como seu "Jogador do Século".
Apesar de suas conquistas e elogios, alguns analistas de recrutamento de faculdades opinaram que ele era muito pequeno e lento demais para ter sucesso no futebol americano universitário quando assinou contrato para jogar na Universidade da Flórida.

## Carreira universitária
Smith aceitou uma bolsa de estudos esportiva para frequentar a Universidade da Flórida em Gainesville, onde em três temporadas (1987–1989). Ele não foi titular nos dois primeiros jogos de sua carreira universitária no outono de 1987, mas aproveitou suas oportunidades na segunda rodada contra Universidade de Tulsa, na qual ele ganhou 109 jardas com apenas dez corridas, incluindo um touchdown de 66 jardas. Esse desempenho lhe rendeu uma vaga na equipe titular na semana seguinte contra Universidade do Alabama no Legion Field.
Smith quebrou prontamente o recorde de 57 anos da história da Flórida, realizado por Red Bethea, correndo 39 vezes para 224 jardas e dois touchdowns em uma vitória sobre Universidade do Alabama. Smith passou a quebrar a barreira de 1.000 jardas no sétimo jogo de sua temporada de calouro, mais rápido que qualquer outro running back. Ele terminou a temporada de 1987 com 1.341 jardas e foi nomeado como Novato do Ano da Southeastern Conference e National. Ele também terminou em nono na votação de Heisman daquele ano.
Smith começou bem a temporada de 1988 com média de mais de 120 jardas por jogo, levando sua equipe a um recorde de 5-0. Durante a sexta partida contra Universidade de Memphis, Smith machucou o joelho e foi forçado a ficar fora de ação por várias partidas. Com o quarterback titular Kyle Morris também lesionado, eles não conseguiram marcar um único touchdown ao longo de 14 quartos de jogo. Assim que Smith retornou ao time, eles se recuperaram para terminar a temporada com um recorde de 7-5, incluindo uma vitória no All-American Bowl de 1988, no qual Smith fez um touchdown de 55 jardas na primeira jogada do jogo e foi nomeado o MVP do jogo. Smith correu para 988 jardas no ano (não incluindo o All-American Bowl), 110 jardas por jogo, a menor marca de sua carreira universitária.
Smith permaneceu saudável durante toda a sua última temporada em 1989 e encontrou o sucesso novamente. Ele terminou o ano com recordes da Universidade da Flórida para jardas em uma temporada (1.599), jardas terrestres em um único jogo (316 contra a Universidade do Novo México em outubro de 1989), corrida mais longa (96 jardas contra Universidade Estadual do Mississippi em 1988) jardas por jogo (126,7) e touchdowns (36), entre muitos outros. Ao todo, Smith possuía 58 recordes escolares no final de sua carreira na universidade.
No final de sua última temporada em 1989, Smith foi escolhido pela SEC pelo terceiro ano consecutivo como o Jogador do Ano da SEC e terminou em sétimo lugar na votação do Heisman Trophy.
Dias depois, em 1º de janeiro de 1990, Steve Spurrier foi apresentado como o novo treinador. Smith, preocupado com seu potencial papel no ataque de Spurrier, ele decidiu abandonar seu último ano na Flórida e entrar no Draft da NFL, que pela primeira vez na história permitiu que os jogadores de terceiro ano fossem elegíveis. Smith retornou à universidade durante o período fora da temporada da NFL e completou seu bacharelado em 1996.
Smith foi posteriormente introduzido no Hall da Fama da Universidade da Flórida como "Gator Great" em 1999, no Gator Football Ring of Honor e no College Football Hall of Fame em 2006. Como parte de uma série de artigos escritos para The Gainesville Sun em 2006, ele foi reconhecido como o número um entre os 100 melhores dos 100 primeiros anos do programa de futebol americano da universidade.

## Carreira profissional

### Dallas Cowboys
No Draft de 1990, o Dallas Cowboys negociaram com o Pittsburgh Steelers passando da 21ª para a 17ª posição, para selecionar Smith na primeira rodada. Apesar de ter perdido toda a pré-temporada, ele foi capaz de ser titular em 15 jogos, correr para 937 jardas e 11 touchdowns, sendo nomeado o Novato do Ano da NFL e foi selecionado para o Pro Bowl.
Em 1991, ele registrou 1.563 jardas e 12 touchdowns. Ele também conquistou o primeiro de quatro títulos de líder em corridas, depois de computar 160 jardas contra o Atlanta Falcons no final da temporada.
Em 1992, ele estabeleceu o recorde de uma temporada dos Cowboys e venceu o título de líder em corridas com 1.713 jardas. Ele também se tornou o primeiro jogador a ser líder em corridas e o Super Bowl na mesma temporada.
Em 1993, ele perdeu todos os treinamentos de pré-temporada e os dois primeiros jogos da temporada regular por causa de uma disputa contratual. Com a temporada em perigo, os Cowboys cederam e chegaram a um acordo, fazendo de Smith o mais bem pago Running Back na liga. Smith registrou 1.486 jardas, 9 touchdowns e ajudou os Cowboys a se tornar o primeiro time a ganhar um Super Bowl após o início da temporada de 0-2. Ele também recebeu os prêmios de MVP da liga e MVP do Super Bowl XXVIII.
Na temporada seguinte, Smith liderou a liga com 21 touchdowns terrestres. No entanto, os Cowboys perderam o NFC Championship Game para o San Francisco 49ers.
Em 1995, Smith se tornou o primeiro jogador na história da liga a correr para 1.400 jardas ou mais em cinco temporadas consecutivas e estabeleceu o recorde da NFL com 25 touchdowns terrestres. Smith, Jim Brown, Adrian Peterson e LaDainian Tomlinson são os únicos jogadores com sete temporadas seguidas em suas primeiras temporadas. Ele também quebrou dois recordes dos Cowboys que pertenciam a Tony Dorsett, mais jogos consecutivos de uma temporada com mais de 100 jardas e jardas em uma única temporada (1.773 contra 1.646 de Dorsett). Ambos os recordes durariam 19 anos até 2014, quando DeMarco Murray correu para mais de 100 jardas em cada um de seus oito primeiros jogos e acumulou 1.845 jardas ao longo da temporada.
Em 1996, ele marcou seu 100º touchdown na carreira e superou 10.000 jardas terrestre, tornando-se apenas o décimo segundo jogador na história da liga e o mais jovem a alcançar este marco.
Em 1998, ele se tornou o corredor líder de todos os tempos dos Cowboys (passando por Dorsett) e líder da NFL de todos os tempos (superando Marcus Allen). No ano seguinte, ele se tornou o líder de todos os tempos da NFL em jardas corridas na pós-temporada (1.586) e touchdowns terrestres na pós-temporada (19).
Com 1.021 jardas em 2001, Smith tornou-se o primeiro jogador da história da NFL com 11 temporadas consecutivas de 1.000 jardas e a primeira a ter onze temporadas de 1.000 jardas em uma carreira.
Em 2002, ele terminou a temporada com 17.162 jardas na carreira e quebrou o recorde da NFL anteriormente mantido por Walter Payton. Após a temporada, os Cowboys contrataram o treinador Bill Parcells, que queria running backs mais jovens e dispensou Smith em 26 de fevereiro de 2003.

### Arizona Cardinals
Em 26 de março de 2003, Smith assinou um contrato de dois anos como agente livre com o Arizona Cardinals, que não estavam apenas procurando Smith para melhorar sua equipe, mas também os ajudou a promovê-lo com sua base de fãs locais.
Em 5 de outubro, em um jogo muito aguardado, ele retornou ao Texas Stadium para jogar contra os Cowboys, mas sofreu uma omoplata esquerda após o safety Roy Williams o acertar no segundo quarto. Os Cardinals perderam por 24-7 e Smith teve 6 corridas para menos de 1 jardas. A lesão obrigou-o a perder 6 jogos, e ele acabou terminando a temporada com 256 jardas e com uma média de apenas 2,8 jardas por corrida.
Em 2004, o novo treinador Dennis Green foi contratado e nomeou Smith como o titular da equipe. Ele teve 937 jardas e 9 touchdowns. Ele também se tornou o jogador mais velho da história da NFL a jogar seu primeiro passe para touchdown, fazendo um touchdown de 21 jardas, a única tentativa de passe de sua carreira.
Smith teve 1.193 jardas, 11 touchdowns e uma média de 3,2 jardas por corridas em seu período de 2 anos no Arizona. Ele também teve 515 jardas de recepção e uma média de 7,3 jardas por recepção em seus 2 anos com os Cardinals.
Três dias antes do Super Bowl XXXIX em 3 de fevereiro de 2005, Smith anunciou sua aposentadoria da NFL. Ele assinou um contrato de um dólar com o Dallas Cowboys, após o qual ele se aposentou imediatamente com a equipe com quem jogou durante a maior parte de sua carreira.

### Recordes da NFL
Smith atualmente detém o recorde da NFL em jardas com 18.355, quebrando o recorde anterior de Walter Payton, em 27 de outubro de 2002. Ele lidera todos os running backs com 164 touchdowns e seus 175 touchdowns totais o colocam em segundo lugar. O total de jardas, jardas recebidas (3.224) e jardas de retorno de fumble (-15) dão a ele um total de 21.564 jardas da linha de scrimmage, fazendo dele um dos únicos quatro jogadores na história da NFL a ultrapassar as 21.000 jardas combinadas. (Os outros são Jerry Rice, Brian Mitchell e Walter Payton)
Ele é o líder de todos os tempos da NFL em tentativas de corrida com 4.409, o único jogador a ter três temporadas com 19 ou mais touchdowns.

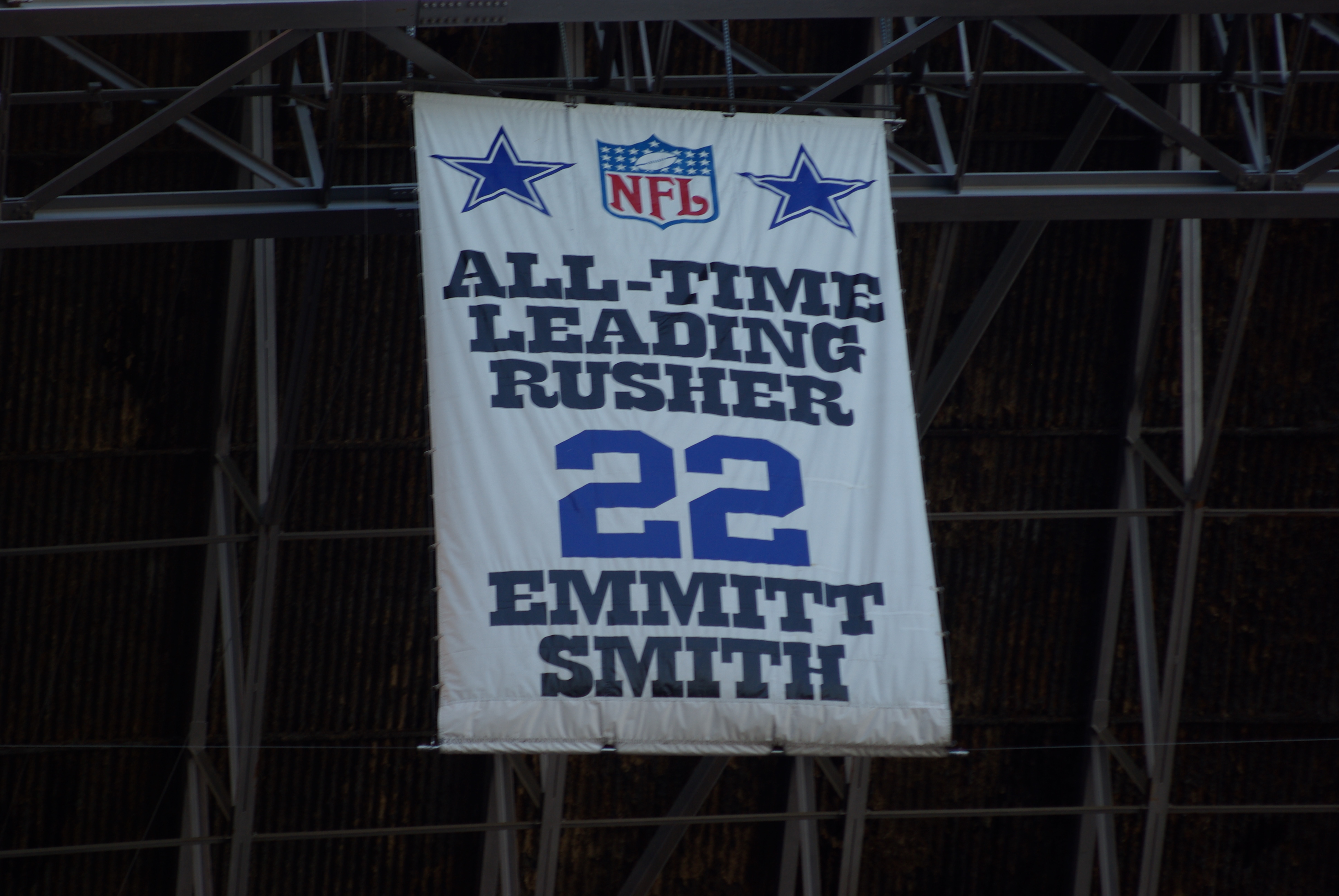
Banner que honra o maior corredor de todos os tempos do NFL no Texas Stadium.

Smith também acumulou vários recordes de pós-temporada da NFL, incluindo touchdowns terrestres (19), jogos consecutivos com um touchdown terrestre (9) e jogos com 100 jardas (7). Com os Cowboys, Smith ganhou três anéis do Super Bowl e correu para mais de 100 jardas em dois desses jogos. Smith recebeu o prêmio de MVP do Super Bowl no Super Bowl XXVIII.
Smith é um dos apenas cinco jogadores da NFL que acumularam mais de 10.000 jardas e 400 recepções na carreira. Smith e Jerry Rice são os dois únicos jogadores da história da NFL a marcar 1.000 pontos na carreira.

## Estilo de jogo
Smith era conhecido por ser um running back muito durável com excelente visão, grande força nas pernas e grande equilíbrio. Smith também era um receptor confiável e um excelente bloqueador na proteção de passagem.
Durante sua carreira, ele foi frequentemente comparado a Barry Sanders, já que os dois foram extremamente bem-sucedidos em suas respectivas equipes e combinaram para oito títulos na década de 1990. Alguns dão a Smith a vantagem de seu consistente estilo "norte-sul", que tirou o máximo proveito da talentosa linha ofensiva de Dallas, enquanto alguns acham que o espetacular estilo de corrida de Sanders, com súbitas mudanças de direção, o tornou melhor. Observadores concordam, entretanto, que Smith e Sanders estavam entre os melhores running backs da história da liga.
Embora Smith seja o único jogador a dizer a John Madden que Madden NFL classificou suas habilidades muito altas, ele ficou em 68º lugar na lista dos 100 Maiores Jogadores de Futebol da The Sporting News, em 1999.

## Estatísticas
| Ano      | Time     | Jogos | Correndo | Correndo | Correndo | Correndo | Correndo | Correndo | Recebendo | Recebendo | Recebendo | Recebendo | Recebendo | Recebendo |
| Ano      | Time     | Jogos | Ten      | Jardas   | TD       | Lng      | J/T      | J/J      | Rec       | Jardas    | TD        | Lng       | J/R       | J/J       |
| -------- | -------- | ----- | -------- | -------- | -------- | -------- | -------- | -------- | --------- | --------- | --------- | --------- | --------- | --------- |
| 1990     | DAL      | 16    | 241      | 937      | 11       | 48       | 3,9      | 58,6     | 24        | 228       | 0         | 57        | 9,5       | 14,3      |
| 1991     | DAL      | 16    | 365      | 1 563    | 12       | 75       | 4,3      | 97,7     | 49        | 258       | 1         | 14        | 5,3       | 16,1      |
| 1992     | DAL      | 16    | 373      | 1 713    | 18       | 68       | 4.6      | 107,1    | 59        | 335       | 1         | 26        | 5,7       | 20,9      |
| 1993     | DAL      | 14    | 283      | 1 486    | 9        | 62       | 5,3      | 106,1    | 57        | 414       | 1         | 86        | 7,3       | 29,6      |
| 1994     | DAL      | 15    | 368      | 1 484    | 21       | 46       | 4,0      | 98,9     | 50        | 341       | 1         | 68        | 6,8       | 22,7      |
| 1995     | DAL      | 16    | 377      | 1 773    | 25       | 60       | 4,7      | 110,8    | 62        | 375       | 0         | 40        | 6,0       | 23,4      |
| 1996     | DAL      | 15    | 327      | 1 204    | 12       | 42       | 3,7      | 80,3     | 47        | 249       | 3         | 21        | 5,3       | 16,6      |
| 1997     | DAL      | 16    | 261      | 1 074    | 4        | 44       | 4,1      | 67,1     | 40        | 234       | 0         | 24        | 5,9       | 14,6      |
| 1998     | DAL      | 16    | 319      | 1 332    | 13       | 32       | 4,2      | 83,3     | 27        | 175       | 2         | 24        | 6,5       | 10,9      |
| 1999     | DAL      | 15    | 329      | 1 397    | 11       | 63       | 4,2      | 93,1     | 27        | 119       | 2         | 14        | 4,4       | 7,9       |
| 2000     | DAL      | 16    | 294      | 1 203    | 9        | 52       | 4,1      | 75,2     | 11        | 79        | 0         | 19        | 7,2       | 4,9       |
| 2001     | DAL      | 14    | 261      | 1 021    | 3        | 44       | 3,9      | 72,9     | 17        | 116       | 0         | 22        | 6,8       | 8,3       |
| 2002     | DAL      | 16    | 254      | 975      | 5        | 30       | 3,8      | 60,9     | 16        | 89        | 0         | 17        | 5,6       | 5,6       |
| 2003     | ARI      | 10    | 90       | 256      | 2        | 22       | 2,8      | 25,6     | 14        | 107       | 0         | 36        | 7,6       | 10,7      |
| 2004     | ARI      | 15    | 267      | 937      | 9        | 29       | 3,5      | 62,5     | 15        | 105       | 0         | 18        | 7,0       | 7,0       |
| Carreira | Carreira | 226   | 4 409    | 18 355   | 164      | 75       | 4,2      | 81,2     | 515       | 3 224     | 11        | 86        | 6,3       | 14,3      |
| 13 anos  | DAL      | 201   | 4 052    | 17 162   | 153      | 75       | 4,2      | 85,4     | 486       | 3 012     | 11        | 86        | 6,2       | 15,0      |
| 2 anos   | ARI      | 25    | 357      | 1 193    | 11       | 29       | 3,3      | 47,7     | 29        | 212       | 0         | 36        | 7,3       | 8,5       |

## Pós-carreira
Em 19 de setembro de 2005, no intervalo do jogo Cowboys-Redskins, Smith foi introduzido no Dallas Cowboys Ring of Honor com seus antigos companheiros de equipe Troy Aikman e Michael Irvin.
Em 23 de julho de 2006, Smith foi juiz no concurso de Miss Universo de 2006.
No outono de 2006, Smith ganhou a terceira temporada do Dancing with the Stars com a dançarina profissional Cheryl Burke. Smith foi elogiado por "fazer a dança parecer viril" e por seu "charme natural", e Burke recebeu o crédito de treinar Smith enquanto ainda lhe permitia improvisar alguns movimentos.
Em 12 de março de 2007, Smith se juntou à ESPN como analista de estúdio para a cobertura pré-jogo da NFL ao lado de Chris Berman, Mike Ditka, Tom Jackson e Chris Mortensen. No entanto, ele foi retirado desta cobertura para a temporada de 2008. Em vez disso, ele apareceu nas manhãs de domingo durante a temporada da NFL no SportsCenter. Ele se apresenta com Steve Young e Stuart Scott, o Monday Night Countdown. Seu contrato não foi renovado para a temporada de 2009.
Smith foi criticado por alguns dos blogs de mídia e esportes como sendo inarticulado. Jimmy Kimmel Live! criou um vídeo chamado "Emmitt Smith: Wordsmith" zombando de seus numerosos "malapropismos". Peter King, da Sports Illustrated, chamou os comentários de Smith sobre o envolvimento de Michael Vick em rinha de cachorros como "idiotas e inapropriados".
Smith foi eleito para o Hall da Fama do Futebol Profissional em 2010, em seu primeiro ano de elegibilidade.
Em 7 de fevereiro de 2010, Smith fez o cara ou coroa no início do Super Bowl XLIV entre o Indianapolis Colts e o New Orleans Saints.
Em 2005, Smith fez seu primeiro movimento para se tornar um incorporador imobiliário: ele se juntou a outra lenda dos Cowboy, Roger Staubach, fundador e CEO da Staubach Co., para formar a Smith / Cypress Partners LP, uma empresa de desenvolvimento imobiliário especializada em transformar subutilizados. parcelas em áreas densamente povoadas em propriedades comercialmente viáveis ancoradas por gigantes do varejo nacional.
Smith também foi co-fundador da ESmith Legacy, uma empresa sediada em Baltimore especializada em desenvolvimento de imóveis comerciais e gestão de investimentos. Ele atua como seu presidente do conselho e diretor executivo.
Em 2007, ele foi um convidado em "How I Met Your Mother", onde ele brincou com o Super Bowl sobre esta pergunta feita por Barney Stinson: "O que é mais importante do que o Super Bowl? - Dance, meu amigo, dance".
Smith participou do National Heads-Up Poker Championship de 2011, derrotando David Williams na primeira rodada e perdendo na segunda rodada para Andrew Robl.
Ele retornou ao Dancing with the Stars em sua décima quinta temporada como um dos competidores "All-Stars". Smith mais uma vez teve Cheryl Burke como sua parceira de dança. Eles foram eliminados durante a nona semana da competição.
Em 2016, Smith assumiu a posição de co-proprietário ao lado do fundador e presidente Ben Davis da The Gents Place, um clube de estilo de vida e higiene masculino ultra-premium fundado em Frisco, Texas. A empresa cresceu para incluir clubes de estilo de vida em Dallas e Southlake, bem como em Leawood, Kansas.

## Vida pessoal
Smith foi iniciado como membro da Fraternidade Phi Beta Sigma na Universidade da Flórida. Ele retornou à universidade durante a offseason da NFL para completar seu curso e formou-se com seu diploma de bacharel em recreação pública em maio de 1996.
Smith é um cristão devoto. Ele tem uma filha, Rheagen Smith (nascida em 2 de novembro de 1998), com a ex-namorada Hope Wilson. Ele se casou com a ex- Miss Virgínia, Patricia Southall, em 22 de abril de 2000. Eles têm três filhos juntos: Emmitt James IV (nascido em 15 de maio de 2002), Skylar (nascido em 15 de outubro de 2003) e Elijah Alexander James (nascido em 22 de setembro de 2010). Smith também é padrasto de Jasmine Page Lawrence (nascido em 15 de janeiro de 1996), que é filha de Southall com o ex-marido, o ator e comediante Martin Lawrence.
Seu irmão, Emory, jogou nos times de treinos dos Cowboys e do Green Bay Packers.